# Legacy of Kain
Legacy of Kain, w skrócie LoK – seria przygodowych gier akcji w stylistyce dark fantasy, autorstwa wytwórni Crystal Dynamics. Opowiada historię świata Nosgoth z perspektywy głównych postaci: Kaina oraz Raziela. Zostały wydane następujące części (według kolejności daty wydania):
- Blood Omen: Legacy of Kain
- Legacy of Kain: Soul Reaver
- Legacy of Kain: Soul Reaver 2
- Blood Omen 2: Legacy of Kain
- Legacy of Kain: Defiance
- Legacy of Kain: Soul Reaver 1-2 Remastered(inne języki) (remaster części Soul Reaver i Soul Reaver 2)

Anulowane gry:
- Legacy of Kain: Dark Prophecy / Blood Omen 3 – obydwa tytuły funkcjonują naprzemiennie. Projekt został anulowany po trzech miesiącach pracy.
- Legacy of Kain: Dead Sun(inne języki) – Crystal Dynamics sprawowało jedynie nadzór nad projektem. Gra była przygotowywana przez Climax Studios (tryb singleplayer) i Psyonix (tryb multiplayer), zaś wydawcą miało być Square Enix. W grze mieli pojawić się Saradini, niebieskoskóra rasa wampirów. W grze miały pojawić się także elementy platformówki i gry logicznej. Nad grą pracowano w latach 2009–2012. Nie zdążyła wejść w fazę pełnej produkcji, ale miały już miejsce castingi i pracowano z technologią motion capture. Powstawała w oparciu o Unreal Engine 3. Miała zostać jednym z tytułów startowych konsoli PS4. Projekt anulowano, ponieważ Square Enix uznało, że nie przyniesie oczekiwanych zysków[2].
- Nosgoth(inne języki) (pierwotnie War of Nosgoth) – gra będąca trybem multiplayer z anulowanej Legacy of Kain: Dead Sun, który awansował do rangi samodzielnej produkcji. Prace nad nim dalej trwały po anulowaniu Dead Sun, miały nawet miejsce otwarte beta-testy dla fanów[2]. Miała być wieloosobową, trzecioosobową grą akcji w modelu free-to-play. Miała być osadzona w tym samym uniwersum co LoK, ale nie kontynuować fabuły poprzednich gier[3].

## Opis fabuły

### Blood Omen: Legacy of Kain
W trakcie podróży po krainie Nosgoth, młody szlachcic Kain zostaje zamordowany, a następnie wskrzeszony jako wampir. Po dokonaniu krwawej zemsty na swych oprawcach próbuje wrócić do swej ludzkiej postaci. W tym celu, kierowany słowami nekromanty Mortaniusa oraz wskazówkami ducha Ariel, ma dokonać rzezi na członkach tajemniczego Kręgu Dziewięciu. Zadanie wydaje się proste, a cel jasny, jednak sytuacja, w której znalazł się Kain, okazuje się być znacznie bardziej skomplikowana, niż ktokolwiek mógłby przypuszczać, nakładając na jego barki wybór, który ma zdecydować o dalszym istnieniu Nosgoth.

### Legacy of Kain: Soul Reaver
Raziel, za wyprzedzenie Kaina, wampirzego władcy Nosgoth, w rozwoju, zostaje wrzucony do Jeziora Umarłych. Zabójcza dla wampira woda ma spełnić wyrok i unicestwić go. Wyniszczoną przez agonię duszę ratuje tajemnicza istota zamieszkująca podziemia Nosgoth. Raziel powraca do życia jako niebieskie widmo, by dokonać zemsty na swym panu i wampirzych braciach, którzy wykonali niesprawiedliwy, jego zdaniem, wyrok.

### Legacy of Kain: Soul Reaver 2
Zabiwszy swych braci, Raziel dociera do Kaina, który po krótkim pojedynku przenosi się w czasie. Widmo podąża za swą ofiarą przez różne ery przeszłości i przyszłości Nosgoth, będąc świadkiem wydarzeń, które miały wpływ na losy krainy, by ostatecznie osobiście mieć na nie znaczący wpływ. Poznaje prawdziwą moc antycznego miecza Reavera, co doprowadza go na skraj samozagłady i powoduje zmianę historii Nosgoth.

### Blood Omen 2: Legacy of Kain
„Czterysta lat po tym, jak szlachcic Kain, został skazany na wędrówkę wśród nocy jako wampir i wieki przed tym, jak rządził pustkowiami Nosgoth ze swym porucznikiem Razielem, na jego drodze staje nowy wróg.” Po stosunkowo łatwych podbojach wampirza armia zostaje pokonana w bitwie o ostatnie wolne miasto, Meridian. Wampiry zostają zdziesiątkowane, a sam Kain – poważnie ranny, przez co zapada w dwustuletni sen. Gdy się budzi, postanawia, z pomocą starych sprzymierzeńców, odzyskać władzę i pokonać tego, który śmiał stanąć na jego drodze.

### Legacy of Kain: Defiance
Kontynuując swoją wędrówkę w celu zmiany przeznaczenia i historii, Kain dowiaduje się, że wszystko, co miało do tej pory miejsce, zostało w zamierzchłej przeszłości przewidziane. Desperacko szukając wyjścia z sytuacji patowej, zasięga informacji u tego, który niegdyś nim manipulował, Moebiusa Strażnika Czasu. Jego głównym celem staje się wzmocnienie broni, którą pozostawiły dla przepowiedzianego mesjasza antyczne wampiry, obdarzonego głodem krwi Reavera. W międzyczasie korzysta z możliwości podróży w czasie, by móc spotkać się z Razielem.
Pięć wieków później, osłabiony po spotkaniu z Reaverem, Raziel wraca do sił. Znając prawdziwą naturę swego tajemniczego wybawcy, ucieka od niego, by samemu zmienić swoje przeznaczenie. Nie wie jednak, że manipulują nim siły znacznie starsze i potężniejsze od niego samego. Korzystając z pozostawionych przez antyczne wampiry Kuźni Żywiołów, wzmacnia swoją eteryczną broń, łaknący dusz widmowy odpowiednik Reavera.